# Varmahlíð
Varmahlíð – miejscowość w północnej części Islandii, w pobliżu dolnego biegu rzeki Héraðsvötn. Wchodzi w skład gminy Skagafjörður, w regionie Norðurland vestra. Na początku 2018 roku zamieszkiwało ją 127 osób. Przez miejscowość przebiega droga krajowa nr 1 łącząca Blönduós z Akureyri.
Miejscowość znajduje się na wschodnim zboczu wzgórza, od którego pochodzi nazwa (isl. varmur = "ciepłe", hlíð = "nachylenie").
Jedną z głównych gałęzi gospodarki jest hodowla koni. W okolicy znajduje się wiele źródeł gorącej wody geotermalnej, którą ogrzewane są okoliczne szklarnie z warzywami oraz owocami tropikalnymi i subtropikalnymi.